# تلوین
طلوبین روستایی در دهستان نردین بخش کالپوش شهرستان میامی استان سمنان ایران« 
این روستا دارای طبیعت بکر و چند اقلیم متفاوت است.
از بالا توسط جنگل و از طرفین توسط کوهستان احاطه شده. همچنین به نواحی خشک نردین نیز نزدیک می باشد.
هنوز هیچ باستان شناسی به طور رسمی پا در آن ننهاده ولی با کند و کارهای غیر قانونی که انجام شده پیشینه آن بسیار حائز اهمیت است افسوس که چون راه های ارتباطی پر پيچ و خم و در فصول سرد صعب‌العبوری دارد.
این روستا دارای یک آبشار کنار روستا حدود ۱۰۰ الی ۲۰۰متر دورتر از آن را داراست که حدودا ۳۰ الی ۴۰ متر ارتفاع در قسمت آبریز پایینی و بالاتر از آن آبشار های پلکانی کم ارتفاع قرار می گیرند که خود نقطه عطفی در صنعت گردشگری آن محسوب می شود.
تلوبین که لفظ صحیح آن است نه تلوین دارای چشمه های فراوان که از دل زمین می‌جوشد می باشد حال بعضی فصلی و بعضی دائمی می باشند.
هر قسمت از اراضی تلوبین نام هاي قديمي و بخصوصی دارد، مانند بُختُو(شبیه به بخت النصر) یا دروازه که طبق گفته های قدیمی های روستا نامش دار آوازخوان بوده که زمان حمله مغولان به ایران در آنجا آن ها را به دار آویخته بودند.

## جمعیت
بر پایه سرشماری عمومی نفوس و مسکن در سال ۱۳۹۵ جمعیت این روستا ۱٬۸۹۴ نفر (۶۲۰خانوار) بوده‌است.

## جغرافیا
روستای تلوبین داری دو آبشار می‌باشد که مجاور روستا می‌باشد.
و جزو روستاهای قدیمی و تاریخی کالپوش می‌باشد.
زبان رسمی این روستا ترکی خراسان می باشد.